# Isohypsibius panovi
Espèce
Isohypsibius panovi est une espèce de tardigrades de la famille des Isohypsibiidae.

## Distribution
Cette espèce est endémique d'Irlande.

## Étymologie
Cette espèce est nommée en l'honneur de Vadim E. Panov.

## Publication originale
- Tumanov, 2005 : Isohypsibius panovi, a new species of Tardigrada from Ireland (Eutardigrada, Hypsibiidae). Zootaxa, no 812, p. 1-4.